# 几何力学
几何力学将特定的几何方法应用于许多力学领域，从质点力学和刚体力学到流体力学和控制论。
几何力学主要适用于构型空间为李群或微分同胚群的系统，更一般地说，适用于构型空间的某些方面具有此种群结构的系统。例如卫星之类刚体的构型空间是欧氏运动群（空间中的平移与旋转），而液晶的构型空间则是与内部状态（规范对称性或有序参数）耦合的微分同胚群。

## 动量映射与还原
几何力学的主要思想之一是还原，可追溯到雅可比在三体问题中对节点的消除；现代形式由K. Meyer (1973)与J.E. Marsden、A. Weinstein (1974)分别独立诠释，都受到Smale (1970)的启发。根据诺特定理，哈密顿或拉格朗日系统的对称性会表现为守恒量，就是动量映射J的分量。若P是相空间，G是对称群，则动量映射为{\displaystyle \mathbf {J} :P\to {\mathfrak {g}}^{*}}，还原空间是J的水平集对保相关水平集的G子群的商：对{\displaystyle \mu \in {\mathfrak {g}}^{*}}，定义{\displaystyle P_{\mu }=\mathbf {J} ^{-1}(\mu )/G_{\mu }}，若{\displaystyle \mu }是J的正则值，则此还原空间是辛流形。

## 几何积分器
力学的重要几何方法是将几何融入数值方法，尤其是辛与变分积分器，特别适于哈密顿和拉格朗日系统的长期积分。

## 历史
“几何力学”偶尔指17世纪的力学。
作为现代学科，其源于1960年代的四部著作：Vladimir Arnold (1966)、Stephen Smale (1970)、Jean-Marie Souriau(1970)、Abraham & Marsden《力学基础》第一版(1967)。Arnold的基础研究表明，自由刚体的欧拉方程是旋转群SO(3)上的测地流方程，并将这一几何见解应用于理想流体动力学中。当中，旋转群内被保体积微分同胚群取代。Smale关于拓扑学与力学的论文研究了对称性的李群作用于动力系统时，诺特定理产生的守恒量，并定义了现在所谓动量映射（Smale称之为角动量），还提出了能量-动量水平面的拓扑及其对动力的影响。Souriau在书中也考虑了由对称群作用产生的守恒量，但他更关心涉及的几何结构（如该动量在一大类对称中的等差性质），而较少涉及动力学问题。
这些观点，尤其Smale的观点是《力学基础》第二版(Abraham & Marsden, 1978)的核心内容。

## 应用
- 计算机图形学
- 控制论 — 见Bloch (2003)
- 液晶 — 见Gay-Balmaz, Ratiu, Tronci (2013) （页面存档备份，存于）
- 磁流体动力学
- 分子振荡
- 非完整约束 — 见Bloch (2003)
- 非线性稳定
- 等离子体 — 见Holm, Marsden, Weinstein (1985)
- 量子力学
- 量子化学 — 见Foskett, Holm, Tronci (2019) （页面存档备份，存于）
- 超流体
- 热力学 — 见Gay-Balmaz, Yoshimra (2018) （页面存档备份，存于）
- 空间探索的轨迹规划
- 水下航行器
- 变分积分器；见Marsden and West (2001)